# Curtiss-Wright Corporation
Curtiss-Wright Corporation är en amerikansk koncern som levererar komponenter och tjänster för flyg-, försvars- och andra industrier. Koncernen och dess föregångsföretag tillhörde under första hälften av 1900-talet USA:s ledande flygplanstillverkare. 
Curtiss-Wright grundades den 5 juli 1929 som ett resultat av hopslagningen av tolv olika flygplansindustrier, som hade nära samarbete med Curtiss Aeroplane and Motor Company och Wright Aeronautical.  Bolagets kapital uppgick till 75 miljoner dollar och den var därmed den största flygplanstillverkaren i USA.